# Colby O
Colby O es el álbum debut de Colby O'Donis, publicado el 16 de septiembre de 2008 a través de Kon Live.

## Antecedentes
El ejecutivo Akon produjo y coescribió 10 temas con O'Donis y produjo 8 temas, incluyendo "What You Got"". O'Donis produjo otros 4 temas. Colby O incluye los sencillos What You Got Featuring Akon, Don't Turn Back y Let You Go. En diciembre de 2008 este álbum ha vendido 142,751 copias.

## Lista de canciones
| N.º | Título                                                                | Duración |  |
| 1.  | «What You Got» (Colon, C./Thiam, A./Tuinfort, G.)                     | 4:03     |  |
| 2.  | «Sophisticated Bad Girl» (Colon, C./Georges, K./Sparks, C./Thiam, A.) | 4:03     |  |
| 3.  | «She Wanna Go» (Colon, C./Slayton, P./Thiam, A.)                      | 3:38     |  |
| 4.  | «Let You Go» (Colon, C./Thiam, A./Tuinfort, G.)                       | 3:35     |  |
| 5.  | «Don't Turn Back» (Colon, C./Georges, K./Sparks, C./Thiam, A.)        | 4:07     |  |
| 6.  | «Under My Nose» (Colon, C./Thiam, A./Tuinfort, G.)                    | 3:43     |  |
| 7.  | «Take You Away» (Colon, C./Miller, P. Romeo Jr.)                      | 3:34     |  |
| 8.  | «Natural High» (Colon, C./D.Bal4/Romano, F./Thiam, A./Najm F.)        | 3:19     |  |
| 9.  | «Saved You Money» (Colon, C.)                                         | 3:03     |  |
| 10. | «Thinking About Ya» (Colon, C./Moore, D./Sparks, C./Thiam, A.)        | 3:49     |  |
| 11. | «Tell Me This» (Colon, C./Thiam, A.)                                  | 3:53     |  |
| 12. | «Game for You» (Colon, C./Matsuno, K.)                                | 3:24     |  |
| 13. | «Follow You» (Colon, C./Moore, D./Sparks, C./Thiam, A.)               | 3:33     |  |
| 14. | «The Difference» (Bunton, J./Cole, C./Colon, C./Nash, T./Stewart, C.) | 4:06     |  |
| 15. | «Hustle Man» (Colon, C./Colon, S./Thiam, A.)                          | 3:06     |  |
| 16. | «What You Got (Spanish Version)» (Colon, C.)                          | 4:07     |  |
| 17. | «What You Got (Acoustic)» (Colon, C.)                                 | 4:32     |  |

- Datos: Q2714593